# Apeadeiro de Alvendre
O Apeadeiro de Alvendre foi uma interface da Linha da Beira Alta, que servia a localidade de Alvendre, no Distrito da Guarda, em Portugal.

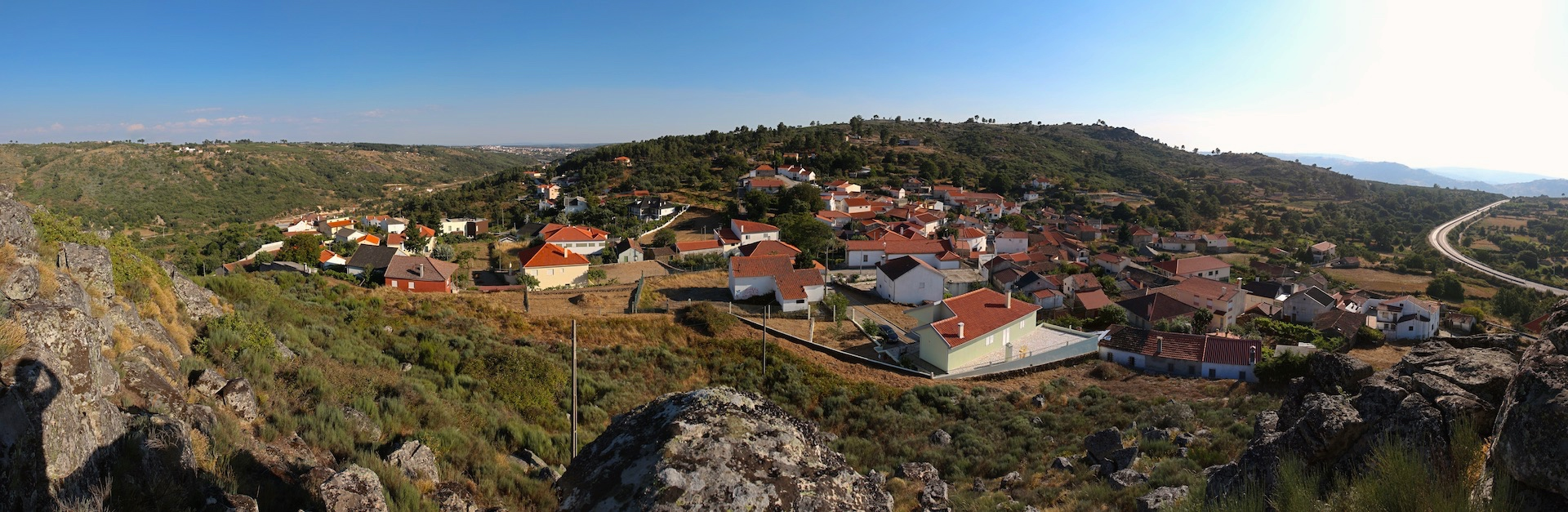
Aldeia de Alvendre.

## História
A Linha da Beira Alta foi totalmente inaugurada em 3 de Agosto de 1882, pela Companhia dos Caminhos de Ferro Portugueses da Beira Alta. Alvendre não constava entre as estações e apeadeiros existentes na linha à data de inauguração, porém, nem do horário de 1913, tendo este interface sido criado posteriormente.
Alvendre não figura no mapa oficial de 1985, tendo sido desativado anteriormente.